# رافينيا (لاعب كرة قدم مواليد مارس 1992)
رافينيا هو لاعب كرة قدم برازيلي، ولد في 23 مارس 1992 في ريسيفي في البرازيل. لعب مع نادي لاو تويوتا ونادي موجي ميريم ونادي نوم كاليو.

## وصلات خارجية
- رافينيا (لاعب كرة قدم مواليد 1992) على موقع قاعدة بيانات كرة القدم.إي يو (الإنجليزية)
- رافينيا (لاعب كرة قدم مواليد 1992) على موقع Soccerway.com (الإنجليزية)